# Sam Gerst

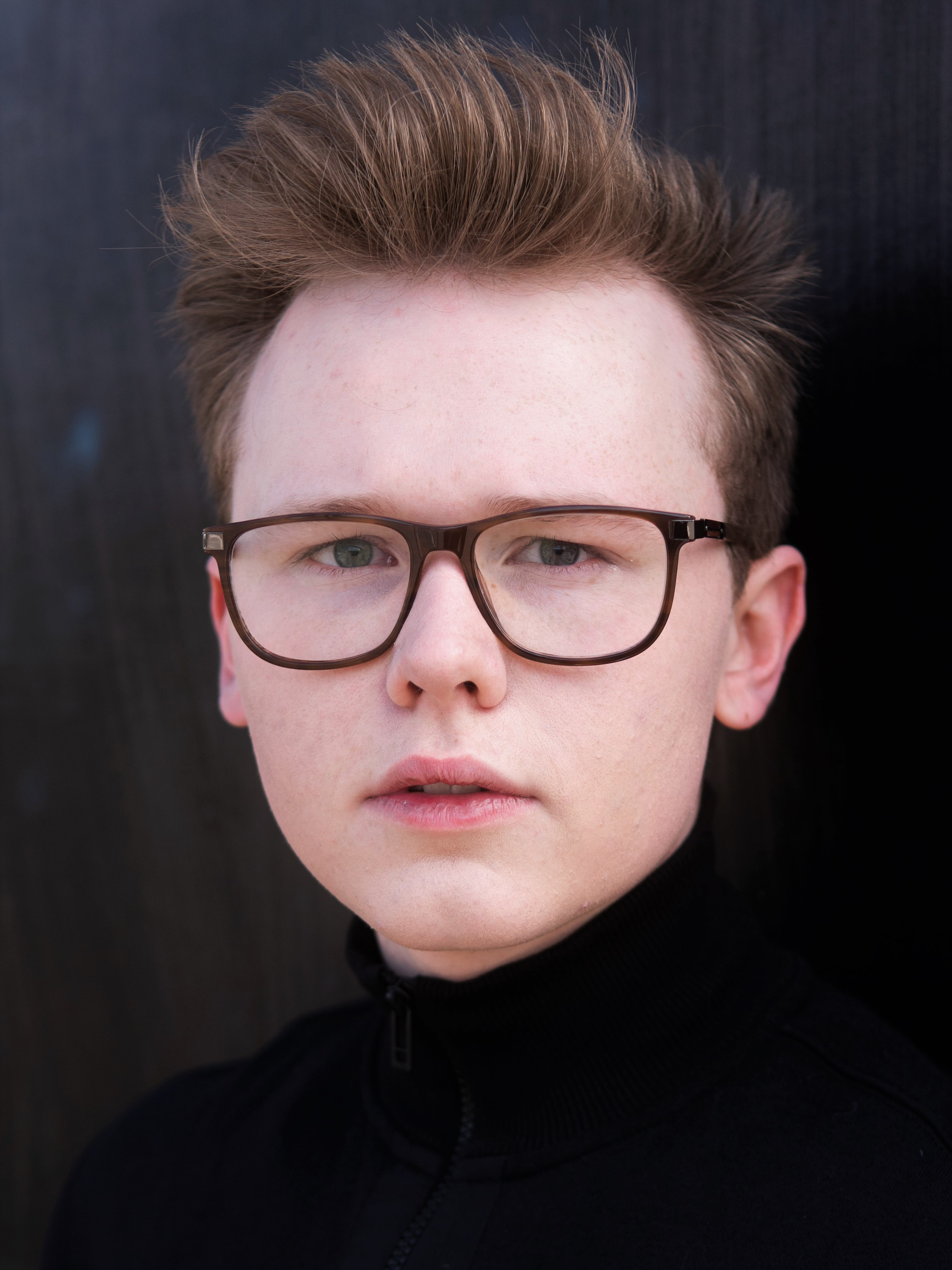
Sam Gerst (2020)

Sam Gerst (* 12. Dezember 2000 in Köln) ist ein deutscher Schauspieler, Synchron- und Hörspielsprecher.

## Leben
Schon mit sechs Jahren besuchte Sam Gerst die Task Schauspielschule für Kinder und Jugendliche in Köln. Ein Jahr später stand er für die deutsche Comedy-Serie Danni Lowinski vor der Kamera. In den darauf folgenden Jahren folgten Auftritte in Serien wie Alarm für Kobra 11 (2010), Countdown (2009) und Ladykracher (2010/2011). Im Jahr 2010 spielte Sam Gerst eine Nebenrolle in der deutschen Actionkomödie Nina Undercover – Agentin mit Kids. Ein Jahr später erlangte er seine erste Hauptrolle im Fernsehfilm Holger sacht nix unter der Regie von Thomas Durchschlag. In den nächsten Jahren folgten noch Rollen in Rotkäppchen (2012), Tatort: Trautes Heim (2012) und Die Dienstagsfrauen 3 – Zwischen Kraut und Rüben (2014). In jüngster Vergangenheit spielte Gerst im Musikvideo "Schwarz" der Band KMPFSPRT und in den WDR Produktionen Alte Bande und Eine Klasse für sich mit.
Seit 2009 ist Sam Gerst ebenfalls als Sprecher für Hörspiele und Fernsehsendungen tätig. 2012 las er im Rahmen der lit.Cologne Auszüge aus den Büchern Extrem laut und unglaublich nah und Morgens um sieben ist die Welt noch in Ordnung vor. Seit 2015 ist Sam Gerst die deutsche Stimme des Rupert Jefferson in den Hörspielen der bekannten Kinderbuch-Reihe Gregs Tagebuch. Gerst sprach auch verschiedene Voiceover für das WDR Fernsehmagazin Monitor und die Reportage-Reihe Die Story im Ersten.
Von 2019 bis 2023 besuchte Sam Gerst die Schauspielschule der Keller in Köln.

## Filmografie (Auswahl)
- 2008: Danni Lowinski
- 2009: Countdown – Die Jagd beginnt
- 2010: Alarm für Kobra 11 – Die Autobahnpolizei
- 2010: Nina Undercover – Agentin mit Kids
- 2010–2011: Ladykracher
- 2011: Holger sacht nix
- 2012: Rotkäppchen
- 2013: Tatort: Trautes Heim
- 2014: Die Dienstagsfrauen – Zwischen Kraut und Rüben
- 2018: KMPFSPRT – Schwarz
- 2018: Alte Bande
- 2019: Eine Klasse für sich

## Hörspiele (Auswahl)
- 2010: Buntschatten und Fledermäuse
- 2011: Friedrich und das Klavier
- 2011: Kleiner Riese, Großer Zwerg
- 2012: lit.Cologne: Extrem laut und unglaublich nah
- 2012: lit.Cologne: Morgens um sieben ist die Welt noch in Ordnung
- 2012: Audioguide Bastogne War Museum
- 2013: Weihnachten mit Pitbull
- 2014: Selma und Max – Staffel 1 & 2
- 2014: Ein Ding namens Pawlak
- 2014: Doktor Proktors Pupspulver
- 2015: Selma und Max – Staffel 3
- 2015: Weihnachten bei den Rockenheimers
- 2015: Gregs Tagebuch 10 – So ein Mist!
- 2016: Commentarii de Inepto Puero: Gregs Tagebuch auf Latein
- 2016: Gregs Tagebuch 11 – Alles Käse
- 2017: Gregs Tagebuch 1–9
- 2018: Gregs Tagebuch 13 – Eiskalt erwischt!
- 2019: Gregs Tagebuch 14 – Voll daneben!